# North Berwick (circonscription du Parlement d'Écosse)
North Berwick dans le Haddingtonshire était un Burgh royal qui a élu un Commissaire au Parlement d'Écosse et à la Convention des États.
Après les Actes d'Union de 1707, North Berwick, Dunbar, Haddington, Jedburgh et Lauder ont formé le district de Haddington, envoyant un membre à la Chambre des communes de Grande-Bretagne.

## Liste des commissaires de burgh
- 1639-41, 1643-44, 1644-45: George Home de Wedderburn[1]
- 1649-51: John Levington [2]
- 1661-63: Adam Maxwell, marchand-bourgeois [3]
- 1665 convention: George Trotter [4]
- 1667 convention: non représentée
- 1669-74: Sir Andrew Ramsay de Abbotshall[5]
- 1678 convention, 1681-82, 1685-86: Charles Maitland, marchand-bourgeois, bailli [6]
- 1689 convention, 1689-98: Sir Thomas Steuart de Coltness (mort en 1698)[7]
- 1698-1702: Sir Robert Stewart de Allanbank[8]
- 1702-07: Sir Hew Dalrymple de North Berwick[9]